# Aspalathus uniflora
Aspalathus uniflora är en ärtväxtart som beskrevs av Carl von Linné. Aspalathus uniflora ingår i släktet Aspalathus och familjen ärtväxter.

## Underarter
Arten delas in i följande underarter:
- A. u. uniflora
- A. u. willdenowiana